# Eveline Herfkens
Eva Leonie (Eveline) Herfkens (ur. 9 stycznia 1952 w Hadze) – holenderska polityk i dyplomata, działaczka Partii Pracy (PvdA), posłanka do Tweede Kamer, w latach 1998–2002 minister.

## Życiorys
W 1969 ukończyła szkołę średnią w Hadze, a w 1975 studia prawnicze na Uniwersytecie w Lejdzie. W tym samym roku została członkinią Partii Pracy. W latach 1976–1981 pracowała jako urzędniczka w Ministerstwie Spraw Zagranicznych. Następnie do 1990 sprawowała mandat deputowanej do Tweede Kamer. W latach 1990–1996 była przedstawicielką Holandii w Banku Światowym. Później do 1998 zajmowała stanowisko stałego przedstawiciela Holandii przy ONZ i innych organizacjach międzynarodowych w Genewie.
Od sierpnia 1998 do lipca 2002 sprawował urząd ministra bez teki do spraw rozwoju międzynarodowego w drugim rządzie Wima Koka. W 2002 ponownie wybrana do niższej izby Stanów Generalnych. Odeszła z niej jeszcze w tym samym roku w związku z podjęciem pracy w strukturach ONZ jako koordynatorka kampanii Milenijne Cele Rozwoju.
Odznaczona Orderem Oranje-Nassau klasy IV (2002).